# Zuzanna Cieślar
Zuzanna Cieślar, née le 8 novembre 2000 est une escrimeuse polonaise, pratiquant le sabre.

## Biographie
Elle remporte le bronze en individuel lors des Championnats d'Europe d'escrime 2024 à Bâle.

## Palmarès
- Championnats d'Europe
  -  Médaille d'argent par équipes en 2025 à Gênes
  -  Médaille de bronze en individuel en 2022 à Antalya
  -  Médaille de bronze en individuel en 2024 à Bâle

- Championnats de Pologne
  -  Médaillée d'or en individuel en 2021, 2022, 2023 et 2024
  -  Médaillée d'argent en individuel en 2018
  -  Médaillée de bronze en individuel en 2019 et 2020
  -  Médaillée d'or par équipes en 2018, 2019, 2021, 2023 et 2024
  -  Médaillée de bronze par équipes en 2022